# Christian Dittloff

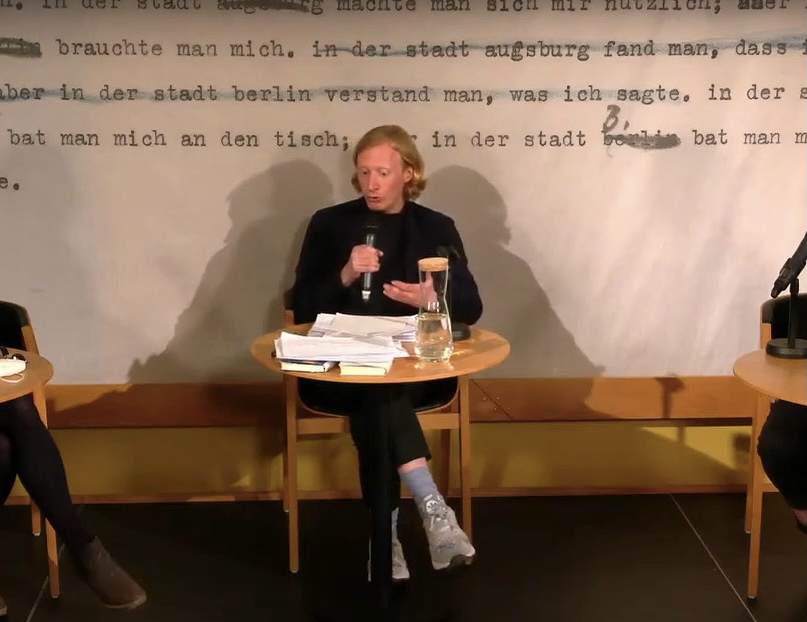
Christian Dittloff (2021)

Christian Dittloff (* 1983 in Hamburg) ist ein deutscher Schriftsteller.

## Leben
Christian Dittloff wuchs in Hamburg-Bergedorf auf, wo er 2002 sein Abitur am Luisen-Gymnasium ablegte. Er studierte Germanistik und Anglistik an der Universität Hamburg sowie Literarisches Schreiben an der Universität Hildesheim. Er arbeitete als Kulturjournalist sowie als Texter für Kulturmarketing und digitale Erzählformate. Von 2014 bis 2019 war er für die Komische Oper Berlin als Social Media Manager tätig. Er ist Teil von „Literatur für das, was passiert“, ein Kollektiv von Autorinnen und Autoren, das mit seiner Arbeit Geflüchtete unterstützt. Er lebt in Berlin.

## Romane

### Das Weiße Schloss
Dittloffs Debütroman handelt von einem Paar mit Kinderwunsch und vom Outsourcing von Elternschaft. Da sich die Protagonisten Ada und Yves ein selbstbestimmtes Leben, bestehend aus Karriere, romantischer Liebe, Freundschaft und Selbstfürsorge, erhalten wollen, entscheiden sie sich für ein Kind auf dem „Weißen Schloss“. Dort tragen Leihmütter Kinder von Auftragseltern aus, die ihre Kinder fortan besuchen können. Im Kern geht es um die Frage: Was wäre, wenn Mutterschaft ein gut bezahlter, anerkannter Beruf wäre?
Die Handlung vom Auswählen der Tagesmutter bis zur Schwangerschaft wird durchbrochen von kleinen historischen Miniaturen, die sich mit dem Forschungsstand zu Fortpflanzung und verändernden Rollenbildern beschäftigen.

### Niemehrzeit
„Niemehrzeit – Das Jahr des Abschieds von meinen Eltern“ ist ein autobiographischer Roman und kann der Gattung Autofiktion zugeordnet werden. Darin schreibt Dittloff von dem Jahr, in dem seine Eltern starben, und über den Umgang mit der eigenen Trauer. Insbesondere geht es um den Zusammenhang von Trauer, Schreibprozess und Trost des Lesens.

### Prägung
Dittloff verbindet eigene Erfahrungen, Reflexionen über persönliche Vorbilder und Popkultur zu einem literarischen Spiel der Selbsterkundung. Er untersucht dabei Erinnerungen an seine Kindheit und Jugend auf patriarchale Bruchstücke und versucht diese aufzulösen.

## Werke
- Das Weiße Schloss. Berlin Verlag, Berlin 2018, 304 Seiten, ISBN 978-3-8270-1385-9
- Niemehrzeit – Das Jahr des Abschieds von meinen Eltern. Berlin Verlag, Berlin 2021, 224 Seiten, ISBN 978-3-8270-1433-7
- Prägung – Nachdenken über Männlichkeit, Berlin 2023, 240 Seiten, ISBN 978-3-8270-1483-2